# Marian Kwiatkowski (polityk)
Marian Kwiatkowski (ur. 30 października 1946 w Woli Kąteckiej) – polski polityk, rolnik, przedsiębiorca, senator III kadencji, poseł na Sejm IV kadencji.

## Życiorys
W 1965 ukończył Zasadniczą Szkołę Budowlaną we Wrocławiu, jako monter konstrukcji żelbetonowych. W 1975 uzyskał dyplom mistrza budowlanego. Pracował jako majster na budowie. W latach 1975–1985 prowadził zakład remontowo-budowlany. W 1976 zajął się prowadzeniem własnego gospodarstwa rolnego. W kadencji 1990–1994 zasiadał w radzie gminy Hrubieszów. Od 1992 do 1996 kierował zarządem Kółka Rolniczego w Czerniczynie.
Od 1990 do 1996 pełnił funkcję wiceprezesa zarządu wojewódzkiego Polskiego Stronnictwa Ludowego. W latach 1993–1997 był senatorem III kadencji wybranym z ramienia tego ugrupowania w województwie zamojskim. W wyborach parlamentarnych w 1997 bez powodzenia ubiegał się o reelekcję z ramienia własnego komitetu. W 1999 wstąpił do Samoobrony RP, z listy tej partii w 2001 uzyskał mandat posła IV kadencji (z okręgu chełmskiego) (otrzymał 10 691 głosów). Zasiadał w Komisji Spraw Zagranicznych i Komisji Ustawodawczej.
W 2004 zastąpił Józefa Żywca na funkcji przewodniczącego wojewódzkiego partii. W sierpniu 2005, po odwołaniu z tej funkcji i usunięciu z ugrupowania jego współpracowników, wystąpił z Samoobrony RP i przeszedł do koła Ruchu Patriotycznego. Nie ubiegał się w wyborach w tym samym roku o reelekcję.
W 2006 powrócił do PSL i z ramienia tego ugrupowania bezskutecznie ubiegał się o mandat radnego sejmiku lubelskiego. Następnie przeszedł do Stronnictwa „Piast”, z ramienia którego bez powodzenia kandydował do sejmiku wojewódzkiego w wyborach samorządowych w 2010. W 2018 z listy Kukiz’15 ubiegał się bezskutecznie o mandat radnego powiatu hrubieszowskiego.
W 2009 został wyróżniony odznaką honorową „Zasłużony dla Województwa Lubelskiego”.

## Życie prywatne
Jest wdowcem (był żonaty z Teresą), ma pięcioro dzieci: Dariusza, Annę, Grzegorza, Małgorzatę i Beatę.